# パトリック・ペンベルトン
パトリック・アルベルト・ペンベルトン・ベルナルド（Patrick Alberto Pemberton Bernard、1982年4月24日 - ）は、コスタリカ・リモン出身のプロサッカー選手。コスタリカ代表。ポジションは、ゴールキーパー。

## 経歴

### クラブ
LDアラフエレンセでプロキャリアをスタート。2009年4月、レンタル先のADカルメリタでプロデビュー。2012年6月、リーグ最優秀ゴールキーパーに選出された。
2017年8月の試合でクラブのゴールキーパー史上2番目となる306試合出場を達成。

### 代表
2010年9月、ジャマイカとの親善試合で初キャップ。2014 FIFAワールドカップ・北中米カリブ海予選では2試合に出場した。本戦メンバーにも登録されたが、出場機会はなかった。

## 代表歴

### 出場大会
- コスタリカ代表
  - 2014 FIFAワールドカップ
  - 2018 FIFAワールドカップ

### 試合数
- 国際Aマッチ 39試合 0得点（2010年-2017年）[5]

| コスタリカ代表 | 国際Aマッチ | 国際Aマッチ |
| 年             | 出場        | 得点        |
| -------------- | ----------- | ----------- |
| 2010           | 2           | 0           |
| 2011           | 0           | 0           |
| 2012           | 3           | 0           |
| 2013           | 14          | 0           |
| 2014           | 5           | 0           |
| 2015           | 3           | 0           |
| 2016           | 5           | 0           |
| 2017           | 7           | 0           |
| 通算           | 39          | 0           |